# Zelotes ilotarum
Zelotes ilotarum är en spindelart som först beskrevs av Simon 1884.  Zelotes ilotarum ingår i släktet Zelotes och familjen plattbuksspindlar. Inga underarter finns listade i Catalogue of Life.